# Hansenium medipacificum
Hansenium medipacificum is een pissebed uit de familie Stenetriidae. De wetenschappelijke naam van de soort is voor het eerst geldig gepubliceerd in 1941 door Miller.